# 蒙哥馬利帕斯 (內華達州)
蒙哥馬利帕斯（英語：Montgomery Pass）是位於美國內華達州米納勒爾縣的鬼鎮。

## 地理
蒙哥馬利帕斯所處的海拔為高於海平面2179米（即7149英呎），而該地所採用的時區為UTC-8，即太平洋时区（PST）。同時該地設有夏令時間，為UTC-8調快一小時，即UTC-7（PDT）。